# Clara Zetkin
Pour les articles homonymes, voir Zetkin.
Clara Zetkin (prononcé : /ˈklaːʁa ˈt͡sɛtkiːn/), née Clara Eißner (/ˈaɪsnɐ/) le 5 juillet 1857 à Wiederau, en royaume de Saxe, et morte à Arkhangelskoïe, près de Moscou, le 20 juin 1933, est une enseignante, journaliste et femme politique marxiste allemande, figure historique du féminisme, plus précisément du féminisme socialiste.
Après avoir été membre jusqu'en 1917 de l'aile gauche du SPD, elle rejoint l'USPD (pacifistes) pour se retrouver dans le courant révolutionnaire que constitue la Ligue spartakiste. Ce courant donne naissance pendant la révolution allemande au Parti communiste d'Allemagne (KPD), dont Clara Zetkin est députée au Reichstag durant la république de Weimar, de 1920 à 1933. Elle est à l'origine de la journée internationale des droits des femmes.

## Biographie

### Jeunes années
Clara Eißner naît fille de l'instituteur Gottfried Eißner et de la féministe Joséphine Vitale. À la retraite de Gottfried, la famille s'installe à Leipzig en 1872. Clara intègre l'institut von Steyber pour l'éducation des jeunes filles, ce qui lui donne accès à l'une des plus hautes éducations qu'une jeune femme pouvait espérer obtenir à l'époque, l'accès aux universités leur étant encore fermé. Elle a notamment comme enseignante l'éducatrice et féministe Auguste Schmidt,.
Elle fréquente les mouvements féministes, participant aux discussions de l'Allgemeiner Deutscher Frauenverein (Association générale des femmes allemandes). Une camarade de classe, une jeune Russe nommée Varvara, l'introduit auprès de la communauté narodnik de Leipzig, où elle rencontre son compagnon Ossip Zetkin, révolutionnaire russe en exil. Elle découvre les idées du socialisme révolutionnaire et par son frère Arthur, les publications de la social-démocratie allemande.
Son père décède en 1875. À la suite de l'intervention de sa mère, personnalité influente dans les milieux féministes, l'institut la dispense de payer en 1878, pour sa dernière année, les droits d'inscription qu'elle ne peut pas acquitter. Elle obtient son diplôme de professeur en langues étrangères. Elle s'éloigne de sa famille et du féminisme « bourgeois » et adhère la même année au SAP, ancêtre du Parti social-démocrate d'Allemagne (SPD), interdit la même année par les premières lois antisocialistes du chancelier impérial Otto von Bismarck.

### Période d'exil

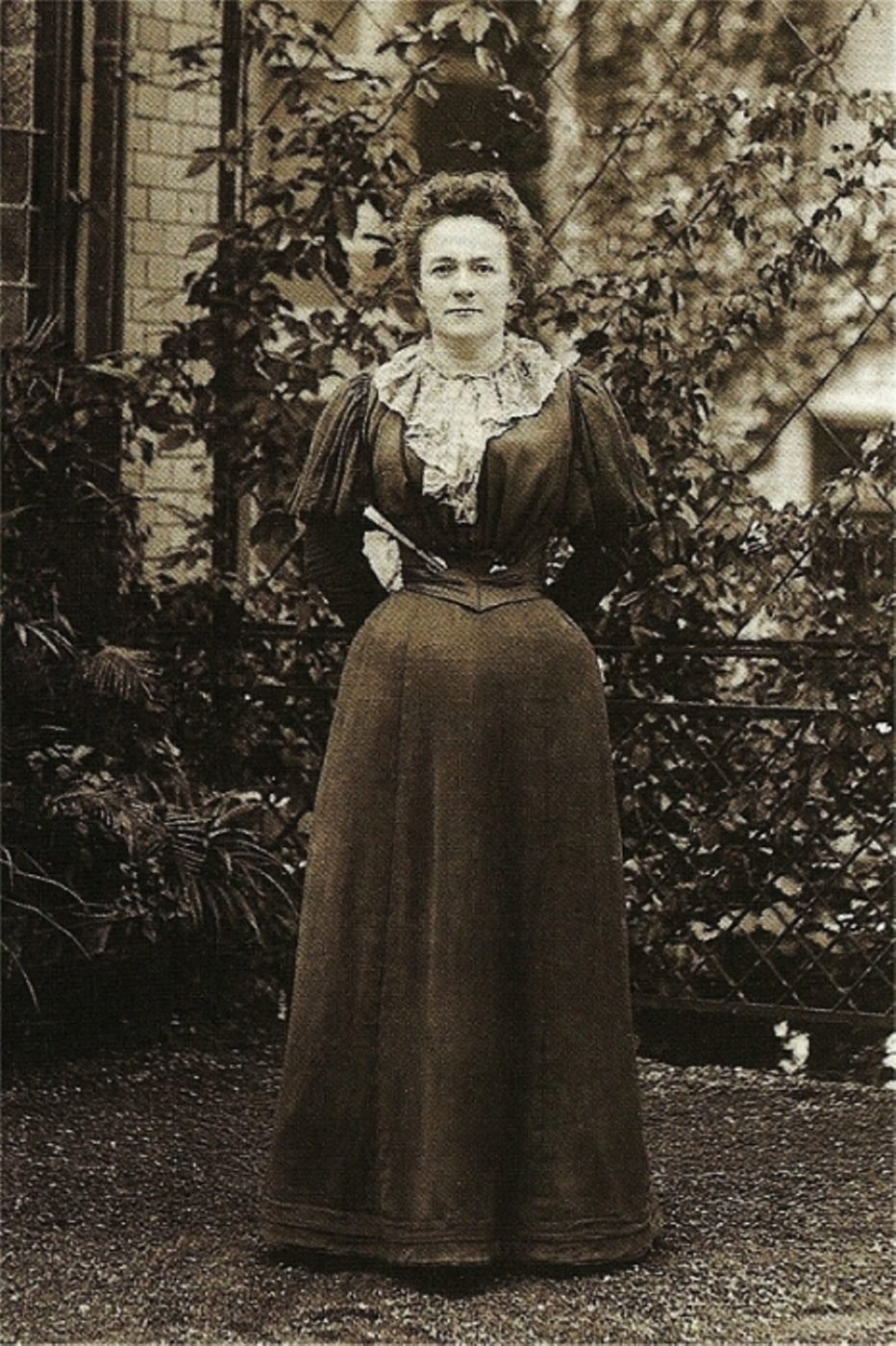
Clara Zetkin à 40 ans (1897).

Malgré les lois antisocialistes, Clara Zetkin (qui a pris le nom de son compagnon sans mariage), participe clandestinement à la diffusion du journal du SPD, Der Sozialdemokrat (de). Ossip Zetkin est arrêté et expulsé d'Allemagne à l'été 1880, elle-même est bientôt expulsée de Saxe. Elle se réfugie à Zurich puis rejoint Ossip Zetkin en 1882 à Paris.
Ossip devient le secrétaire du premier mouvement d'ouvriers immigrés à Paris, majoritairement composé de Russes et de Roumains. Clara devient correspondante de Der Sozialdemokrat. Ils rencontrent Louise Michel, Jules Guesde, Laura Marx et son mari Paul Lafargue. En Suisse, elle influence l'Union suisse des ouvrières par son opposition au féminisme bourgeois, qui n'adhère ainsi pas à l'Alliance des sociétés féminines suisses.
Clara Zetkin a deux enfants avec son compagnon, Maxime (1883) et Constantin (1885). En 1886, elle contracte la tuberculose et retourne quatre mois à Leipzig pour se soigner.

#### Fondation de la Deuxième Internationale

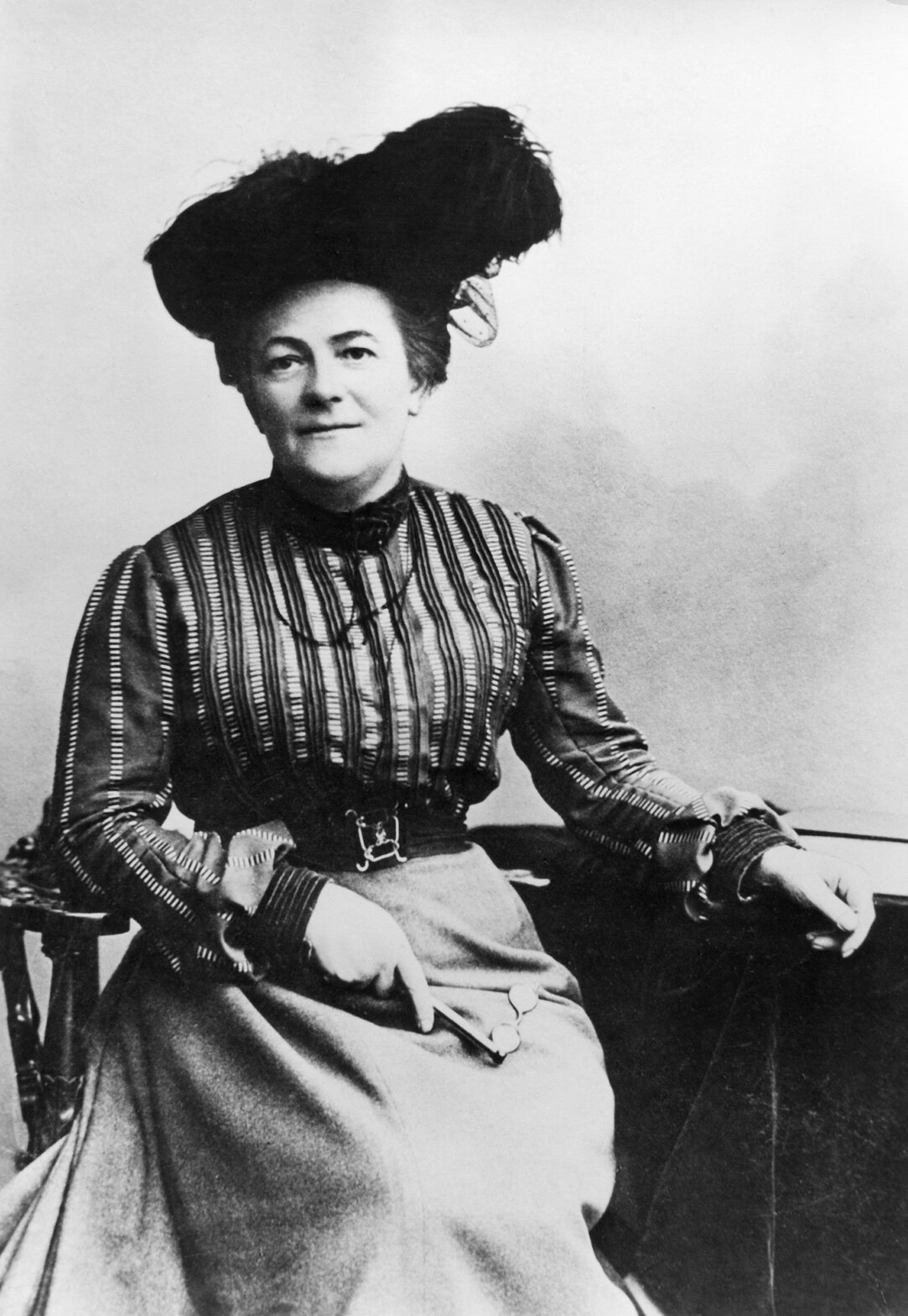
Clara Zetkin vers 1890.

En 1889, l'année du décès d'Ossip Zetkin, se tient à Paris le congrès fondateur de la Deuxième internationale, à la préparation de laquelle elle participe. Alors qu'il est attendu d'elle un rapport sur la situation des travailleuses en Allemagne, elle déclare devant ses camarades qu'elle ne l'effectuera pas, la situation des travailleuses étant « identique à celle des travailleurs », mais qu'elle parlera plutôt du principe même du travail des femmes, et de la place qu'elles doivent prendre dans la lutte des classes.
Les socialistes sont divisés sur la question du travail des femmes : sa massification est accusée de faire baisser les salaires. Certains socialistes ont une vision conservatrice de la place « naturelle » de la femme au foyer, comme le défendaient les partisans de Proudhon lors de la Première Internationale. Son discours à Paris plaide pour une émancipation de la femme en deux temps, le premier étant l'accès au travail.
« Libérée de sa dépendance économique vis-à-vis de l'homme, la femme [qui travaille] est passée sous la domination économique du capitaliste. D'esclave de son mari, elle est devenue l'esclave de son employeur. Elle n'avait fait que changer de maître. Elle a toutefois gagné au change : sur le plan économique, elle n'est plus un être inférieur subordonné à son mari, elle est son égale. »
Elle contrecarre les arguments contre le travail des femmes, dont elle attribue les conséquences néfastes au système capitaliste. Enfin, elle fustige le « féminisme bourgeois » auquel s'opposent traditionnellement les marxistes de l'époque, et dont elle considère que les priorités (accès aux études supérieures, droit de vote des femmes...) ne sont pas celles des travailleuses.
« Les pays dans lesquels existe le suffrage dit universel, libre et direct, nous montrent qu'en réalité il ne vaut pas grand-chose. Le droit de vote sans liberté économique n'est ni plus ni moins qu'un chèque sans provision. Si l'émancipation sociale dépendait des droits politiques, la question sociale n'existerait pas dans les pays où est institué le suffrage universel.
L'émancipation de la femme comme celle de tout le genre humain ne deviendra réalité que le jour où le travail s'émancipera du capital. »
Elle plaide enfin pour l'union des travailleurs et travailleuses au sein du mouvement socialiste.
« En marchant main dans la main avec le parti ouvrier socialiste, elles sont prêtes à partager toutes les peines et tous les sacrifices du combat, mais elles sont aussi fermement décidées à exiger après la victoire tous les droits qui leur reviennent. »
— Clara Zetkin, Discours à la première conférence de l'Internationale ouvrière
Il s'agit de l'un de ses premiers discours publics. Celui-ci a un fort impact : ralliant à ses arguments les représentants présents, elle fait inscrire dans la nouvelle ligne politique de l'Internationale la revendication de l'égalité économique, juridique et politique des femmes, le droit d'accéder librement au travail, ainsi que la recommandation pour les socialistes de tous les pays à inviter les femmes dans la lutte des classes.

### Retour en Allemagne et essor politique

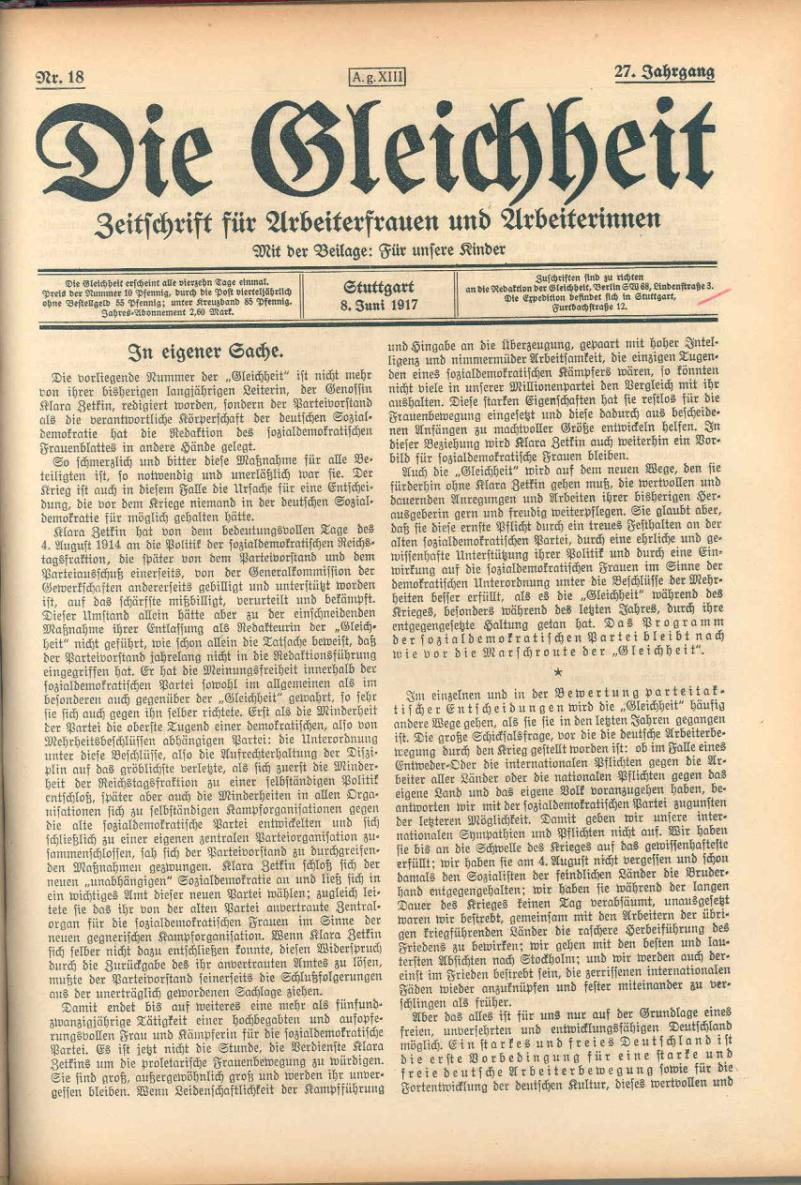
Die Gleichheit, une du 8 juin 1917.

La même année 1889, de violentes grèves dans toute l'Allemagne aboutissent, en 1890, à l'abolition des lois antisocialistes. En 1891, Clara Zetkin rentre en Allemagne et crée en 1892 le journal Die Gleichheit (l'Égalité), dont elle devient rédactrice-en-chef et qu'elle publie jusqu'en 1917. Le journal se veut un outil d'éducation populaire des femmes ouvrières et d'information sur leurs conditions de travail. Son travail d'agitation participe à la structuration d'un important mouvement social-démocrate féminin.
L'adhésion à un parti politique étant interdite aux femmes par la loi prussienne, elle crée une structure parallèle au SPD, qui existe à moitié dans la clandestinité, à moitié en contournant la législation. Cette structure se dote d'une ligne politique claire, d'une responsable centrale (Ottilie Baader) salariée par le SPD, et sera rejointe par Rosa Luxemburg, Helene Stöcker, Luise Zietz (de), Anita Augspurg, Minna Cauer, Lily Braun, et bien d'autres. À chaque congrès du SPD, les femmes socialistes envoient des déléguées élues en assemblées non-mixtes. En 1893, une première tentative d'organiser une conférence socialiste des femmes est empêchée par la police. À partir de 1900, la Conférence des femmes réussit à se réunir avant chaque congrès du parti, et ses comptes-rendus sont joints aux procès-verbaux de celui-ci.
Malgré les succès, Clara Zetkin est critiquée en interne pour son autoritarisme, son zèle à régenter et sa rigidité doctrinaire, qui l'oppose à l'aile réformiste du parti qui plaide pour plus de modération et à laquelle appartient Lily Braun. Elle s'oppose également, revendiquant l'égalité de traitement entre hommes et femmes, à la revendication de mesures légales spécifiques pour les travailleuses, excepté les femmes enceintes. De plus, son journal, Die Gleichheit est également critiqué, non pas pour sa qualité mais pour le niveau de langue trop soutenu et le niveau de conceptualisation théorique, mettant la plupart des ouvrières, pour Lily Braun, « hors d'état de le comprendre ».
L'historienne Nicole Gabriel situe la fin de l'« ère Zetkin » vers 1906, alors que s'assouplissent peu à peu les lois interdisant la politique aux femmes, permettant aux femmes d'adhérer officiellement au SPD. Il est alors question de rattacher la section féminine, jusque-là autonome, au parti, voire de la supprimer pour intégrer les femmes comme des travailleurs comme les autres, ce auquel les femmes socialistes s'opposaient fermement.
Des questions de rapport de force entre réformistes et marxistes orthodoxes entrent en jeu : le mouvement des femmes de Clara Zetkin se situe de manière très majoritaire dans la ligne orthodoxe, et cette section autonome, au-delà des droits des femmes, est un atout de l'aile gauche du parti.
C'est dans ce climat qu'en 1907, Clara Zetkin organise à Stuttgart, sa ville de résidence, la première conférence internationale des femmes socialistes, événement fondateur de l'Internationale socialiste des femmes, pendant féminin de la Deuxième Internationale Socialiste. Pour l'historienne Nicole Gabriel, « on ne peut douter de la sincère volonté internationaliste de Clara Zetkin », même si elle compte, du même coup, « renforcer sa place dans le parti, en tant que femme et représentante de l'aile gauche à qui elle offre une tribune ».

### L'Internationale socialiste des femmes

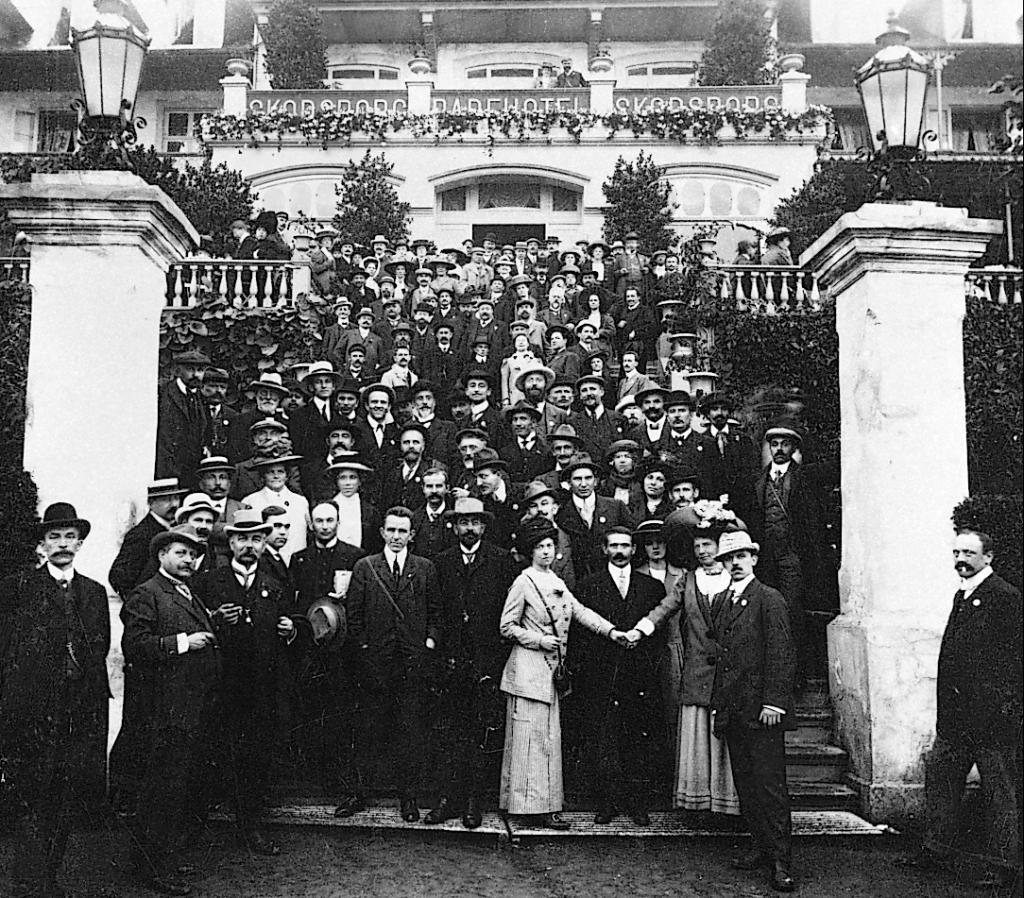
Copenhague, 1910, VIIIe Congrès de l'Internationale socialiste, au centre Clara Zetkin avec Alexandra Kollontaï.

La première conférence internationale des femmes socialistes, accolée à un congrès de la Deuxième Internationale, est un succès en termes de fréquentation. Elle consacre également Clara Zetkin présidente de l'Internationale socialiste des femmes, élue à l'unanimité sans même avoir eu à présenter officiellement sa candidature. Son journal, Die Gleichheit, devient l'organe officiel de l'internationale des femmes, et le siège de l'organisation est fixé dans ses locaux.
Elle sera réélue par acclamation à la conférence (en) de Copenhague en 1910. Lors de cette conférence d'août 1910, elle propose, avec le soutien de la Russe Alexandra Kollontaï, d’organiser une Journée internationale des femmes, sur le modèle de la Journée nationale des femmes de Theresa Serber Malkiel, militante juive et ouvrière. La conférence, qui réunit des militantes venues de 17 pays, adopte la proposition, qui vient après les manifestations d’ouvrières des États-Unis en 1908 et en 1909. L'objectif principal de l'Internationale des femmes socialistes est l'obtention du droit de vote pour toutes les femmes. Mais la Journée internationale des femmes se veut une journée de manifestation annuelle qui permet de militer non seulement pour le droit de vote, mais aussi pour l'égalité entre les sexes et le socialisme. La première Journée, à laquelle participe Clara Zetkin, est fixée le 19 mars 1911. Même si cette initiative n’est pas la première journée de lutte pour le droit des femmes, elle passe à la postérité comme à l’origine de la journée internationale du droit des femmes, organisée depuis chaque 8 mars.

#### Divergences stratégiques
Si la place de Clara Zetkin à la tête du mouvement international est incontestée, elle ne parvient pas à imposer aux différents mouvements nationaux une tactique commune. En effet, dans un certain nombre de pays, le suffrage est masculin et censitaire, donc réservé aux hommes de la bourgeoisie. Dans le but d'obtenir le droit de vote pour les femmes ouvrières, certains mouvements nationaux sont d'avis d'opérer par étapes :

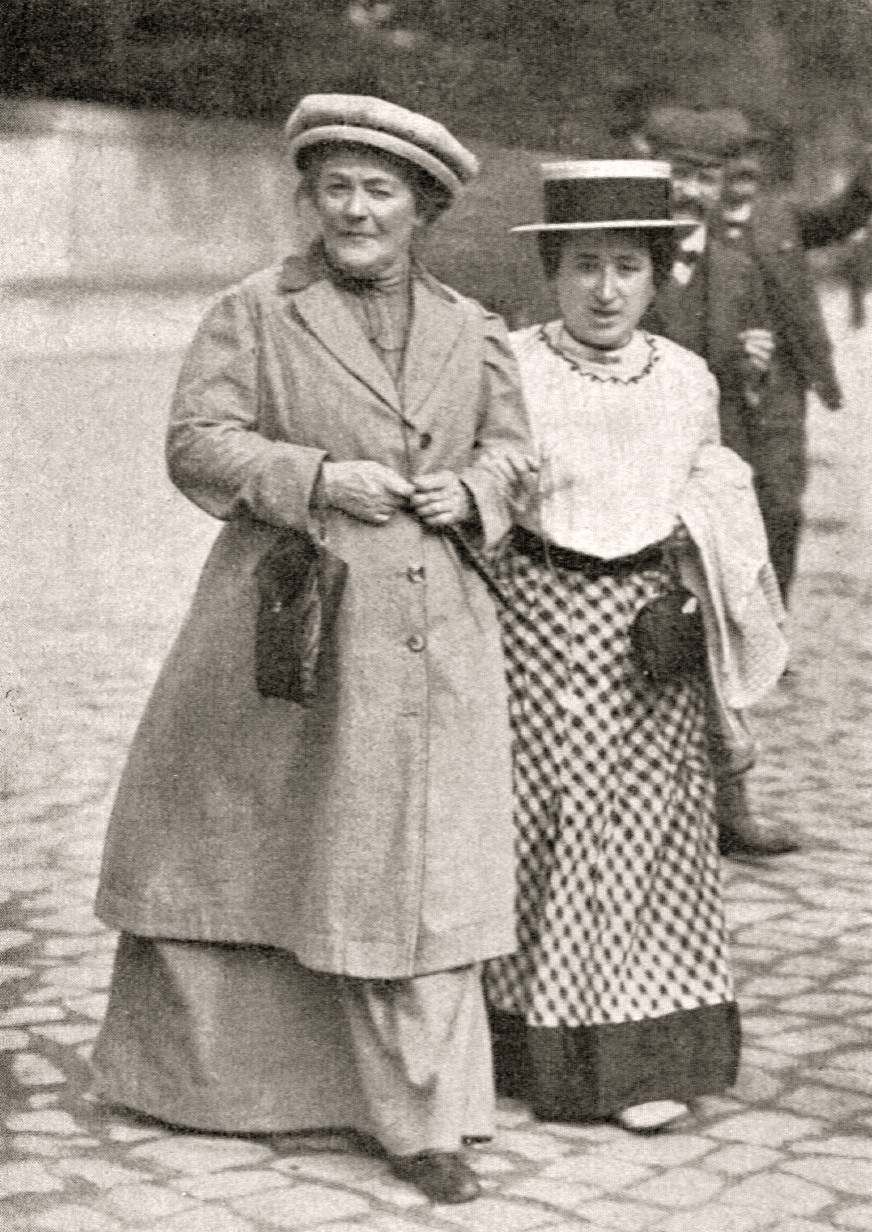
Clara Zetkin (à gauche) et Rosa Luxembourg, se rendant au Congrès de la SPD, Magdebourg, en 1910.

- soit en militant pour l'obtention du droit de vote des ouvriers hommes avec les mouvements socialistes, comme l'a fait le mouvement autrichien d'Adelheid Popp,

- soit en militant pour l'obtention du droit de vote des femmes « dans les mêmes conditions que les hommes », avec des féministes « bourgeoises » telles que les suffragettes, comme le font la Française Madeleine Pelletier ou les Britanniques du Parti travailliste indépendant (ILP).

Clara Zetkin tente d'imposer une politique d'intransigeance, focalisée sur l'obtention sans étapes intermédiaires du suffrage universel, comme elle l'applique elle-même en Allemagne. Mais les situations locales très diverses rendent cette uniformisation difficile. Clara Zetkin se heurte dès la première conférence, en 1907, à la fronde des déléguées anglaises et autrichiennes.
Zetkin se rapproche à cette conférence de la Britannique Dora Montefiore, de la Social Democratic Federation et de l’Adult Suffrage Society (en), deux organisations féminines minoritaires en Grande-Bretagne, mais aux idées proches de la ligne de Zetkin. Dora Montefiore deviendra, avec l'assentiment de Clara Zetkin, représentante des femmes socialistes britanniques auprès de l'Internationale des femmes. Elle défendra sa ligne (et celle de Zetkin) au nom de toutes les femmes socialistes britanniques. Pour l'historien John S. Partington, la manœuvre « divisa les femmes socialistes britanniques et empêcha une honnête représentation de la Grande-Bretagne sur la scène internationale. » À l'invitation de Montefiore, Clara Zetkin et Alexandra Kollontai se déplaceront à Londres, pour le Premier mai 1909, donner un discours défendant le suffrage universel sans étapes intermédiaires. Mais, lors de la seconde conférence de l'ISF, en 1910, les déléguées des mouvements britanniques majoritaires, protestant contre l'attribution à Montefiore de la parole britannique, quittèrent la salle en masse. Plus tard dans l'année, elles évinceront Dora Montefiore, qui quittera l'Angleterre pour l'Australie.

#### Opposition à la guerre
L'Internationale des femmes socialistes est également résolument pacifiste, opposée à ce qui sera la Première Guerre mondiale et dont les prémisses se font sentir au début du XXe siècle.
Clara Zetkin participe, avec la Néerlandaise Heleen Ankersmit (nl), à une manifestation pour la paix à Berlin le 21 avril 1914. Elle prononce un discours contre la course aux armements et une guerre « fratricide », en appelant au « sens de la solidarité des prolétaires » et au « sublime message de la paix socialiste ». Après l'échec des mouvements socialistes à empêcher la guerre au nom de l'internationalisme prolétarien et de la fraternité de classe, elle participe avec Rosa Luxemburg et Karl Liebknecht à la création en 1915 du groupe spartakiste puis, en 1917, du Parti social-démocrate indépendant (USPD).
Le début de la guerre, en août 1914, est pour elle un tel choc psychologique que, d'après l'Italienne Angelica Balabanova, son entourage se demanda si elle s'en remettrait. Elle déclare par lettre à Heleen Ankersmit : 
« Lorsque la guerre a éclaté, j'ai cru devenir folle ou vouloir me tuer. Je suis restée gravement malade pendant un mois. (...) Mon fils aîné est en Belgique. (...) Je suis presque sans nouvelles. Combien de fois faut-il apprendre que l'un de nos camarades, le plus simple, le plus dévoué, est tombé. Mais que représente tout cela par rapport au glas historique qui vient de tomber, la débâcle de l'Internationale. »
Alors que les différents partis socialistes ont accepté de se considérer ennemis dans la guerre, elle entreprend de réunir malgré tout les femmes de l'Internationale, les appelant à une conférence pour la paix, au nom des valeurs de l'internationalisme prolétarien abandonné par les partis politiques constituant l'Internationale. La conférence est organisée à Berne, du 16 au 28 mars 1915. Soixante-dix femmes socialistes s'y rendirent de presque tous les pays en guerre (à l'exception de l'Autriche et la Belgique, dont les représentantes ne purent venir). La seule Française à avoir pu effectuer le trajet était Louise Saumoneau.
Clara Zetkin s'oppose à la délégation russe, composée notamment de Zlata Lilina Zinoviev et de Nadejda Kroupskaïa, venue avec son mari, Lénine. D'après Angelica Balabanova :
« Travaillant sous la direction de Lénine, (elles) déposèrent une motion qui n'avait rien à voir avec l'objectif de la réunion et que la majorité ne pouvait approuver. Elles réclamaient la rupture avec la direction des partis socialistes et ouvriers existants et appelaient à la formation d'une nouvelle Internationale. Elles appelaient également à la transformation de la guerre mondiale en guerre civile. »
Si une telle proposition était cohérente avec une motion déposée par Lénine et Rosa Luxemburg et adoptée par l'Internationale ouvrière en 1907, prévoyant la désertion massive, le soulèvement ouvrier et le renversement des républiques bourgeoises en cas de guerre en Europe, elle fut rejetée à Berne. Plus exactement, Clara Zetkin convainquit les bolcheviks, après de longs débats, de retirer leur proposition. C'est avec des accents plus humanistes que les femmes socialistes lancèrent un appel à la paix, resté célèbre, et destiné aux femmes européennes :
« Où sont vos maris, vos fils ? Pourquoi doivent-ils entre-tuer et détruire avec eux tout ce qu'ils ont créé ? Qui bénéficie de ce cauchemar de sang ? Tout juste une poignée de profiteurs de guerre. Puisque les hommes ne peuvent plus parler, c'est à vous de le faire. Travailleuses de tous les pays en guerre, unissez-vous ! »
Cet appel sera diffusé en Europe par les femmes socialistes, malgré l'illégalité du pacifisme dans de nombreux pays. Clara Zetkin sera elle-même emprisonnée à son retour en Allemagne pour la tenue de cette conférence.
L'historienne Nicole Gabriel observe une évolution dans les positions politiques de Clara Zetkin à partir du début de la guerre, qui s'éloignent de son habituelle orthodoxie marxiste. Elle assigne ainsi à l'Internationale des femmes le rôle de « précéder dans le combat pour la paix les femmes de toutes les classes et de tous les pays ».
« Au moment de la guerre, la rigidité de la séparation entre "féminisme bourgeois" et "mouvement des femmes prolétaires" devait s'estomper. C'est au sein de l'Internationale que Clara Zetkin semble avoir fait l'expérience de la solidarité féminine : solidarité qui se situe au niveau de l'action. L'unanimité dans l'action pacifiste illégale et courageuse contraste avec la multitude des positions — souvent inconciliables — autour des questions de tactique et d'alliance. [...] L’ambiguïté provient pourtant du fait que cette union des femmes ne s'est réalisée qu'en situation d'urgence. »
— Nicole Gabriel, L'Internationale des femmes socialistes

### La députée

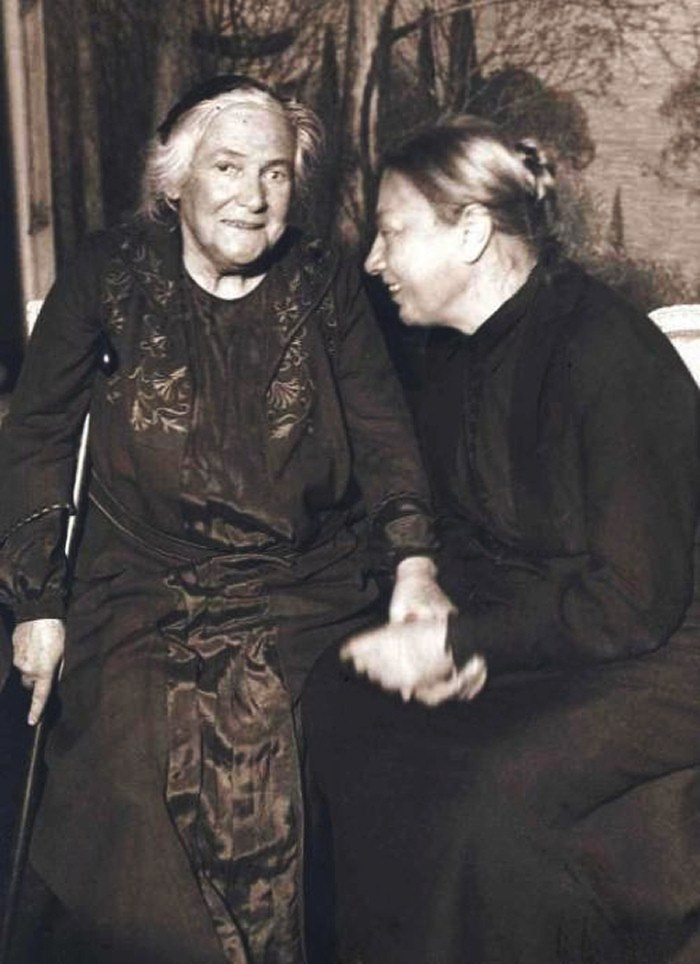
Clara Zetkin et Nadejda Kroupskaïa en 1927.

La révolution allemande de novembre 1918 permet au mouvement féministe d'obtenir le droit pour les femmes de voter et d'être élues. Clara Zetkin adhère au Parti communiste d'Allemagne (KPD), créé en décembre 1918 autour de la Ligue spartakiste. Elle est ensuite députée du KPD de 1920 à 1933.
En décembre 1920 elle participe au congrès de Tours, le 18e congrès de la SFIO, qui voit sa scission entre la majorité décidant de se rallier à la IIIe Internationale en donnant naissance à la SFIC (Section française de l'Internationale communiste, futur PCF), et la minorité restée fidèle à la ligne réformiste autour de Léon Blum. Son arrivée n'était pas prévue (les autorités françaises ayant refusé de lui octroyer un visa), au même titre que celle d'autres délégués étrangers ; sa présence est toutefois en partie décisive sur l'issue du congrès. Ce ne sont pas tant ses discours qui eurent de l'effet mais son action en sous-main, alors qu'elle organise des réunions secrètes. Elle est envoyée par l'Internationale avec Alexandre E. Abramovitch (dit Zalewski) et Ivan Stepanov (dit Stoïan Minev) et doit favoriser son implantation dans le parti (le premier est cependant arrêté peu après et elle conserve l'essentiel de l'influence de la délégation). Les réunions sont organisées le 27 décembre au soir et le lendemain matin, où on s'entretient sur le statut et la dissolution ou non de la IIIe Internationale, les noms des dirigeants du parti qui va naître et son exclusion des trop modérés Jean Longuet et Paul Faure. Son action porte ses fruits.

Proche d'Alexandra Kollontaï au sein de l'Internationale, Clara Zetkin se retrouve néanmoins au cours des années 1920 très isolée politiquement, en particulier après l’exclusion de Paul Levi. Elle reste néanmoins présente dans les instances du KPD, membre du bureau central jusqu'en 1924 puis du comité central de 1927 à 1929. Elle est également membre de la direction du Komintern de 1921 à 1933, et à la tête du secrétariat de l'Internationale communiste des femmes. En août 1932, présidant le Reichstag en tant que doyenne, elle appelle à combattre le nazisme.

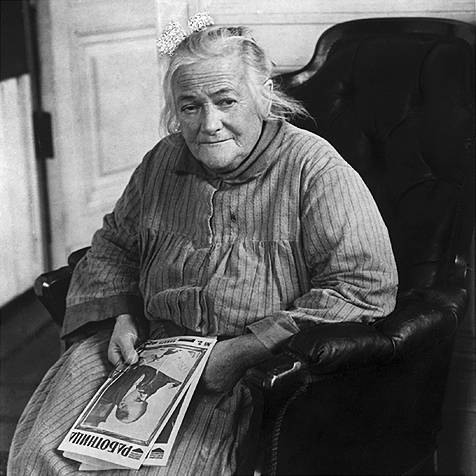
Clara Zetkin en 1930.

### Nouvel exil et décès
Contrainte de fuir l'Allemagne après l'arrivée des nazis au pouvoir et l'interdiction du KPD, Clara Zetkin meurt quelques semaines plus tard en exil à Moscou à 75 ans. La tombe de Clara Zetkin se trouve le long du mur du Kremlin, sur la place Rouge.
Elle est récipiendaire de l'ordre de Lénine (1932) et de l'ordre du Drapeau rouge (1927).

## Postérité
L'historienne Nicole Gabriel attribue à Clara Zetkin un « rôle différent » de celui des autres figures féministes du socialisme de l'époque, étant la seule à avoir choisi d'emblée comme domaine d'action « l'agitation féminine » et la défense des droits des femmes.

### Commentaires
« Elle possède une personnalité vraiment remarquable. Pleine d'esprit de révolte - passionnément énergique — poussée par son zèle envers la cause — elle a donné une idée de la manière par laquelle elle est devenue une figure majeure du mouvement socialiste international. […] Son discours était bref, émouvant et efficace ; sa présence et ses manières sont inspirantes. »

— Tom Quelch (en), Justice (1909)

« Mais les écrits théoriques témoignent, chez une dirigeante de cette envergure, d’un étonnant manque de confiance en soi ; elle n’avance qu’à l’abri de Marx, de Bebel ou de Lénine, et, dès que celui-ci sourcille, bat en retraite, terrorisée à l’idée de sombrer dans le féminisme. Ainsi la force créative est-elle relativement absente de ce recueil [de ses textes] qui trace le portrait d’une grande organisatrice, d’une femme de parti qui fit beaucoup pour la syndicalisation et la politisation des ouvrières de ce début de siècle, mais qui n’apporta pas grand-chose à l’élaboration d’une théorie de leur libération. Et cela en dépit de son immense expérience de militante et de journaliste circulant sans cesse dans toute l’Europe. »

— Geneviève Brisac, Le Monde diplomatique (1981)

### Hommages

#### Allemagne

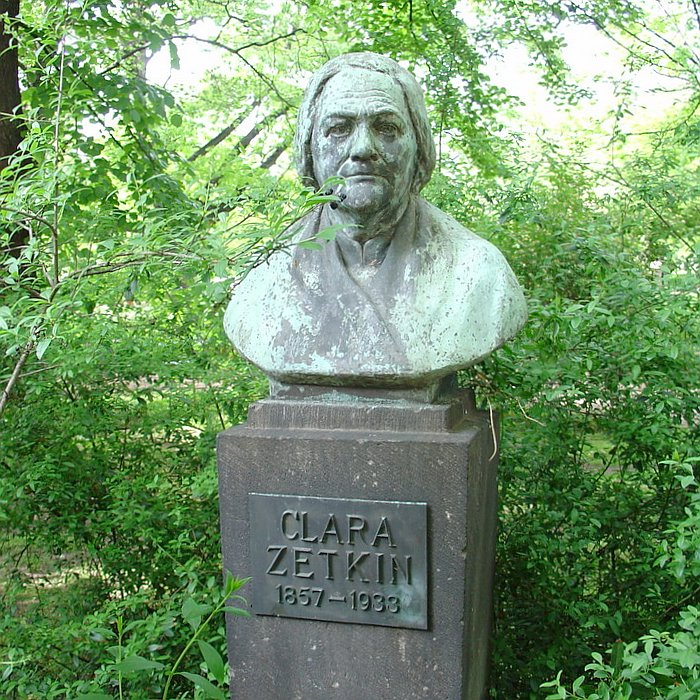
Buste de Clara Zetkin à Dresde.

La RDA a rendu hommage à Clara Zetkin en faisant figurer son portrait sur les billets de 10 marks, en éditant plusieurs timbres à son effigie ou en créant une médaille à son nom.

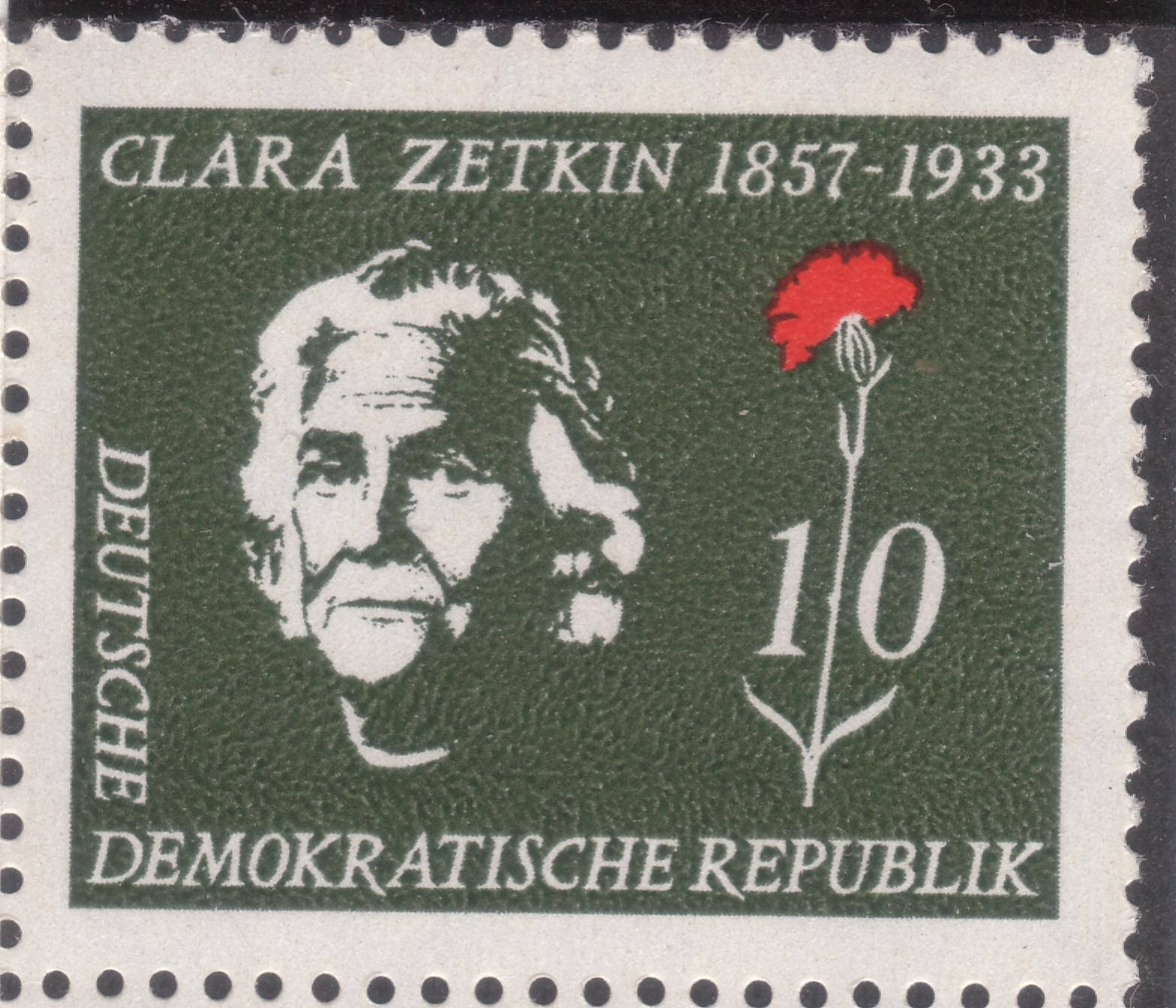
Timbre émis pour le 100e anniversaire de la naissance de Clara Zetkin, 1957.

#### Berlin

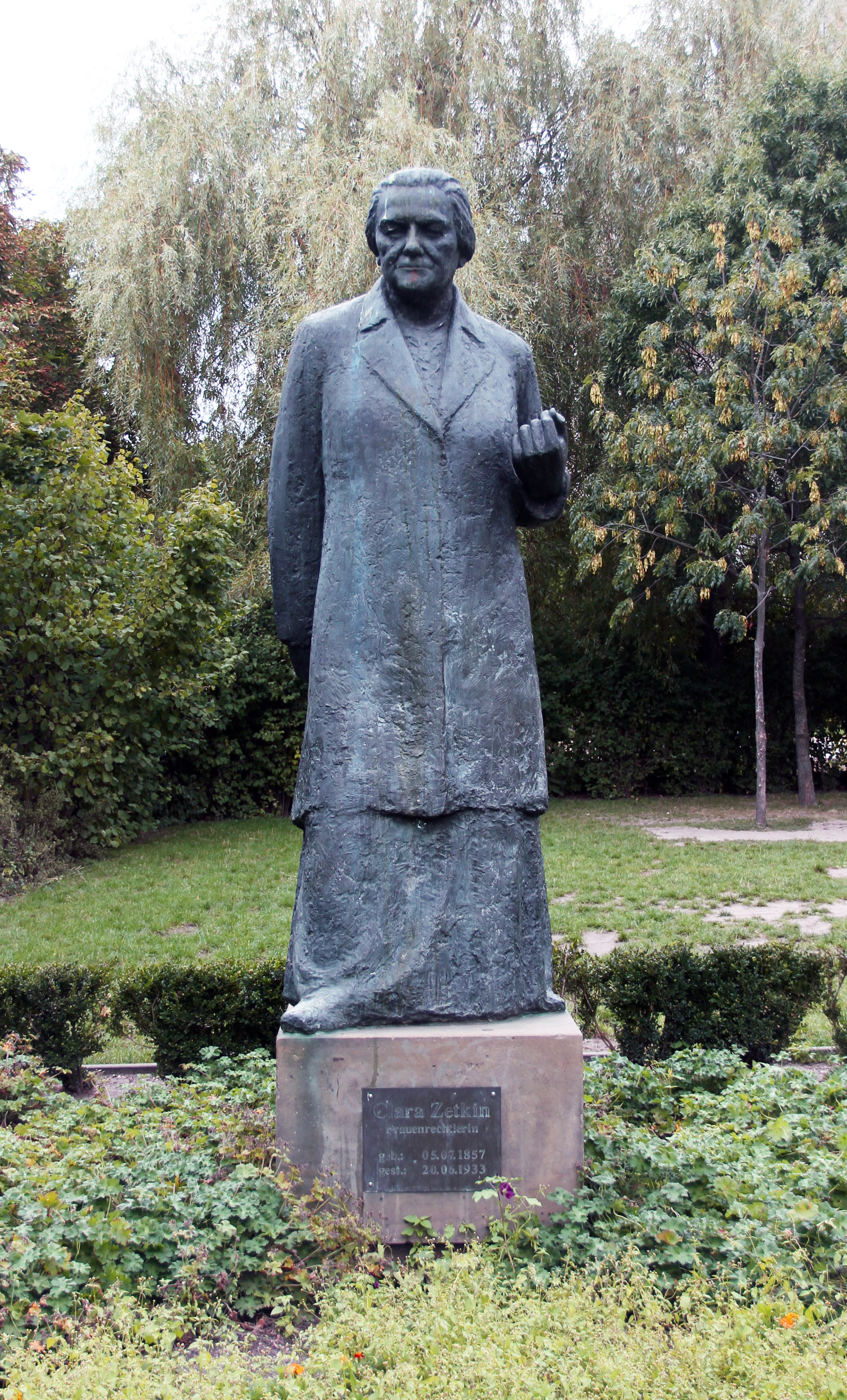
Statue de Clara Zetkin par Gerhard Thieme, 1999, Clara-Zetkin-Park, Berlin-Marzahn.

La place Clara-Zetkin à Berlin-Hellersdorf et le parc Clara-Zetkin à Berlin-Marzahn sont tous deux situés dans l'est de la ville, assez loin du centre.
Au centre-ville à Berlin-Mitte, la partie orientale de la Dorotheenstraße, qui mène au Reichstag a porté son nom de 1951 à 1995. Le sujet continue d'occasionner des polémiques : deux députées des Grünen (Verts), Lisa Paus et Anja Kofbinger (de), ont demandé que la rue reprenne le nom de la personnalité féministe-socialiste.

#### Leipzig

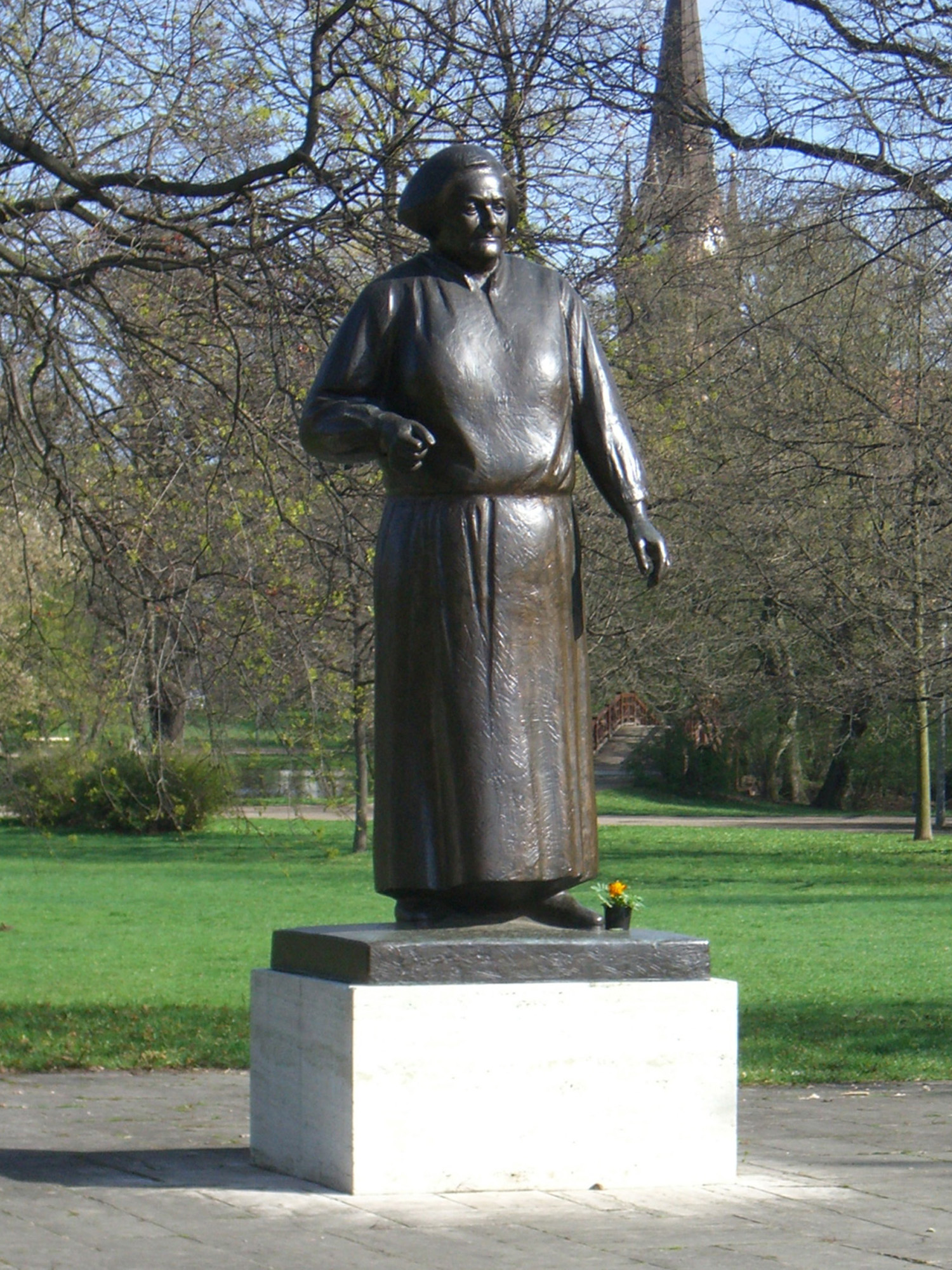
Statue au Clara-Zetkin-Denkmal, Leipzig.

À Leipzig se trouve un espace vert de 125 ha au cœur de la ville qui, se prolongeant avec la forêt alluviale de Leipzig (« Leipziger Auenwald »), fait de Leipzig l'une des villes d'importance les plus sylvestres du monde. De 1955 à 2011, tout le parc se nommait parc Clara-Zetkin (« Clara-Zetkin-Park »).
Depuis 2011 et à la suite d'une pétition, seule une fraction du parc, 39 ha, continue à porter ce nom, tandis que les autres parties du parc ont repris officiellement leur nom d'origine : le parc Johanna (« Johannapark ») et la palmeraie (« Palmengarten »). L'ensemble continue pourtant à être désigné de façon informelle par les Lipsiens comme parc Clara-Zetkin.

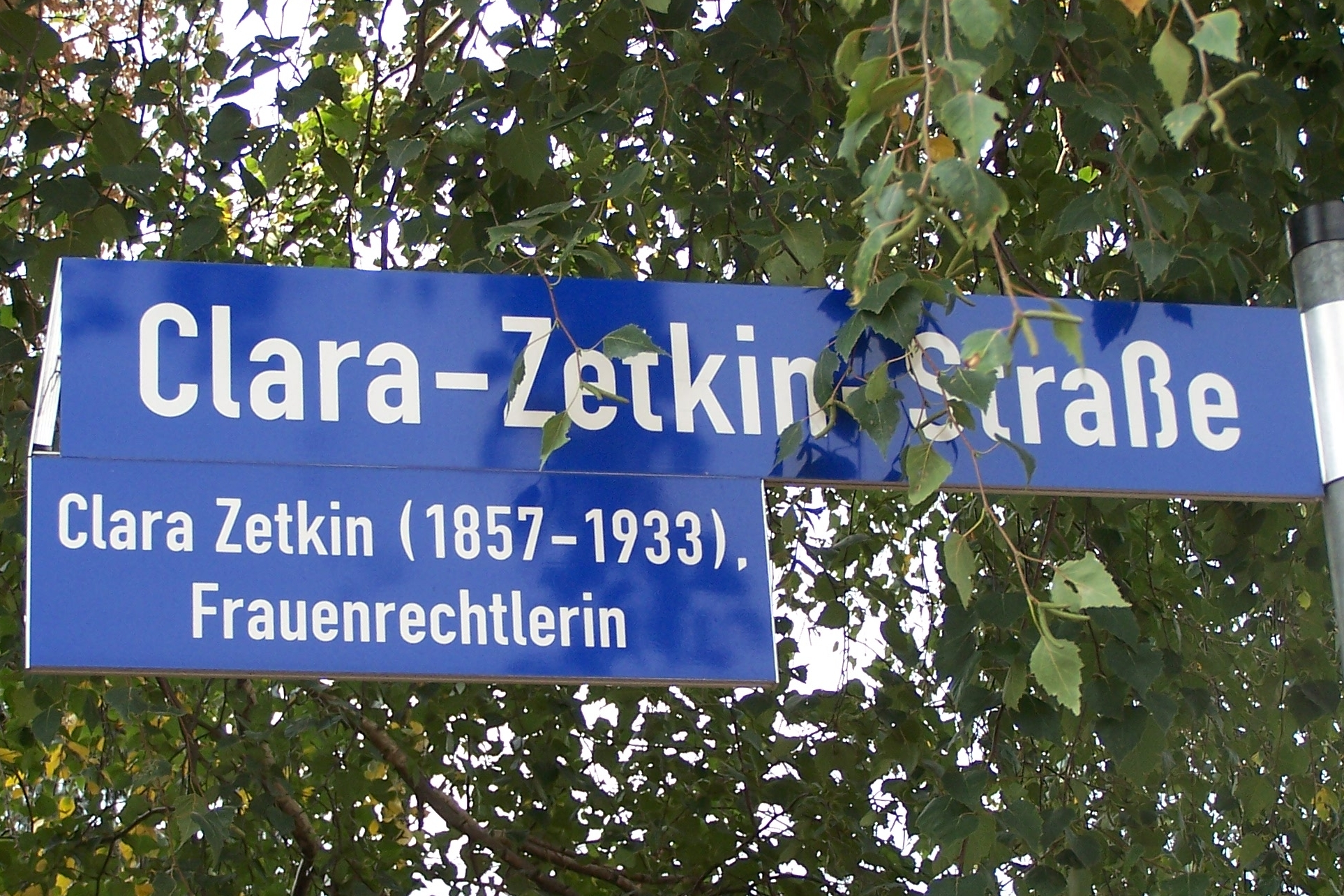
Rue Clara-Zetkin à Eisenach.

#### France
Elle est évoquée par Louis Aragon dans les derniers chapitres de son roman Les Cloches de Bâle.
- À Paris se trouve un jardin Clara-Zetkin dans le 13e arrondissement.
- À Rennes, une place Clara-Zetkin se situe dans le quartier Arsenal-Redon, devant le bâtiment du collectif artistique Les Ateliers du Vent.
- À Montreuil (Seine-Saint-Denis), un square Clara Zetkin se trouve boulevard Aristide-Bruand dans le quartier de la Boissière.
- À Guyancourt, dans le département des Yvelines (78), une école maternelle Clara Zetkin se situe rue des Droits de l'Homme[25].
- À Montarnaud (commune française de l'Hérault), une rue a été nommée Clara-Zetkin dans la nouvelle ZAC du Pradas[26].
- À Montpellier, une rue est également nommée Clara Zetkin en 2025, dans la ZAC Restanque, futur Montpellier Sud.

#### Espagne
- À Séville en Espagne, une rue porte son nom dans le quartier San Juan de Aznalfarache[27].

## Dans la fiction

### Au cinéma
- 1955 : Ernst Thälmann – Sohn seiner Klasse, film de Kurt Maetzig, jouée par Steffie Spira (en)
- 1984 : Wo andere schweigen (en), film de Ralf Kirsten (en), jouée par Gudrun Okras (de)
- 1986 : Rosa Luxemburg, film de Margarethe von Trotta, jouée par Doris Schade

### À la télévision
- 1970 : Ein Strauß roter Rosen, téléfilm de Kurt Veth (de), jouée par Erika Dunkelmann (en)
- 1980 : Les Dossiers de l'écran, épisode « Le Grand Fossé », réalisé par Yves Ciampi, jouée par Andrée Tainsy
- 1986 : Zerbrochene Brücken, téléfilm de Franz Peter Wirth, jouée par Eleonore Weisgerber
- 2009 : Le Combat d'une femme, téléfilm de Martin Enlen (de), jouée par Inka Friedrich
- 2019 : Trois femmes et le Vote, téléfilm de Beate Thalberg (de), jouée par Anna Brüggemann

### Textes et discours
: document utilisé comme source pour la rédaction de cet article.
- [Zetkin 1889] Clara Zetkin, « La lutte pour la libération des femmes », Discours à la première conférence de l'Internationale ouvrière,‎ 1889 (lire en ligne)
- Je veux me battre partout où il y a de la vie, préface de Florence Hervé, éditeur : Hors-d'atteinte, 2021  (ISBN 978-2490579488)